# OBANCHii おばんちぃ
『OBANCHi おばんちぃ。』とは、三重テレビ制作のバラエティ番組である。愛知県名古屋市中区のCLUB OZONで収録されていた。

## キャスト

### 現在の出演者
メインパーソナリティ
- 大西敬子
- ロコモコボンゴ!

リポーター
- 煉瓦ホリオ
- えびすりゅうた
- 酒井直斗
- ウェイウェイズ
- ハヤシ ユウ
- 山崎ていじ

レギュラーアシスタント
- みかちゃん